# Mawlid
El mawlid, maulid o milad (en árabe: مولد‎) es la celebración del natalicio de una figura de especial trascendencia, especialmente el del profeta Mahoma, en la fecha tradicional del 12 de Rabiʽ al-Awwal, el tercer mes del calendario musulmán. Es un día central en la tradición sufí del islam sunita, y es celebrado también por chiitas. Su observancia es generalmente aprobada en las cuatro escuelas jurisprudenciales sunitas, así como entre los chiitas, y es reconocido como un día festivo nacional en casi todos los países de mayorías musulmanas, excepto en los Estados salafíes de Arabia Saudita y Catar. El salafismo, el deobandismo y el ahmadiyya consideran que no forma parte de la religión musulmana y es censurable, ya que es considerado innovación (bida'a). 
Su aniversario es determinado por las fuentes en una de dos fechas o el duodécimo día del mes de Rabi' al-Awwal o el día décimo séptimo del mismo mes (de hecho es el día de su nacimiento). Los creyentes de diferentes sectas en el siglo XIII, el aniversario de Mahoma era precedido por un mes de festejos, los cuales finalizaban con sacrificios de animales y una procesión con antorchas. El día del mawlid incorpora un sermón público y un banquete.
Las celebraciones del mawlid siguen siendo ampliamente realizadas en todo el mundo musulmán y han sido ampliadas a santos populares y los fundadores sufistas de los Hermanos Musulmanes, particularmente en Egipto y el Norte de África.

## Etimología
El término Mawlid se deriva de la raíz árabe ولد, que significa dar a luz, dar a luz a un niño, descendiente. En el uso contemporáneo, Mawlid se refiere a la observancia del día de nacimiento de Muhammad. Además de ser conocido como la celebración del nacimiento de Muhammad, el término Mawlid se refiere al “texto especialmente compuesto y recitado en la celebración de la natividad de Mahoma” o "un texto recitado o cantado en ese día". El término Mawlid también se utiliza en algunas partes del mundo, como Egipto, como un término genérico para las celebraciones del día en que nació una persona y otras figuras religiosas históricas como los santos sufíes.

## Controversia
Entre los académicos y ulemas musulmanes, la legalidad del Mawlid «ha sido objecto de intenso debate» y se le ha descrito como «tal vez una de las discusiones más polémicas en la ley islámica». Tradicionalmente, la mayoría de académicos sunitas y casi todos los chiitas han aprobado la celebración del Mawlid. El salafismo, el deobandismo y el ahmadiyya se oponen a la celebración. Consideran que no forma parte de la religión musulmana y es censurable, ya que es considerado innovación (bida'a), y sus celebraciones son consideradas como idolátricas. Desde estas perspectivas, se enfatiza que el mismo profeta dijo que cada innovación conduce al desvío. Lo cual resulta irónico, debido a que esas mismas escuelas hacen especial énfasis en las oraciones del Tarawih que claramente no realizó el Profeta y por tanto serían una innovación. También dijo que los musulmanes tienen dos eids (festivos): Eid al-Fitr (festival posterior al ayuno) y Eid al-Adha.
De hecho, desde la perspectiva de estas posiciones, Muhammad dijo a sus Compañeros que no exageraran sobre él como los cristianos habían exagerado sobre Jesús. Él dijo: «No exageréis acerca de mí como los cristianos exageraron acerca del hijo de Maryam. Soy sólo un esclavo, así que di: 'El esclavo de Alá y Su Mensajero'”. (Reportado por al-Bujari). Por supuesto el problema está en que estas posiciones ignoran los dictámenes de los sabios que mejor conocen la religión. Un interesante documento referente a esta polémica es una especie de fatua publicada por Suyuti, el gran ‘Alim egipcio del S. XVI: tras un breve estudio de la historia de la fiesta discute sus pros y sus contras en detalle y concluye que debe ser aprobada como bid’a hásana (innovación acertada o buena).